# Arztvilla (Waltrop)

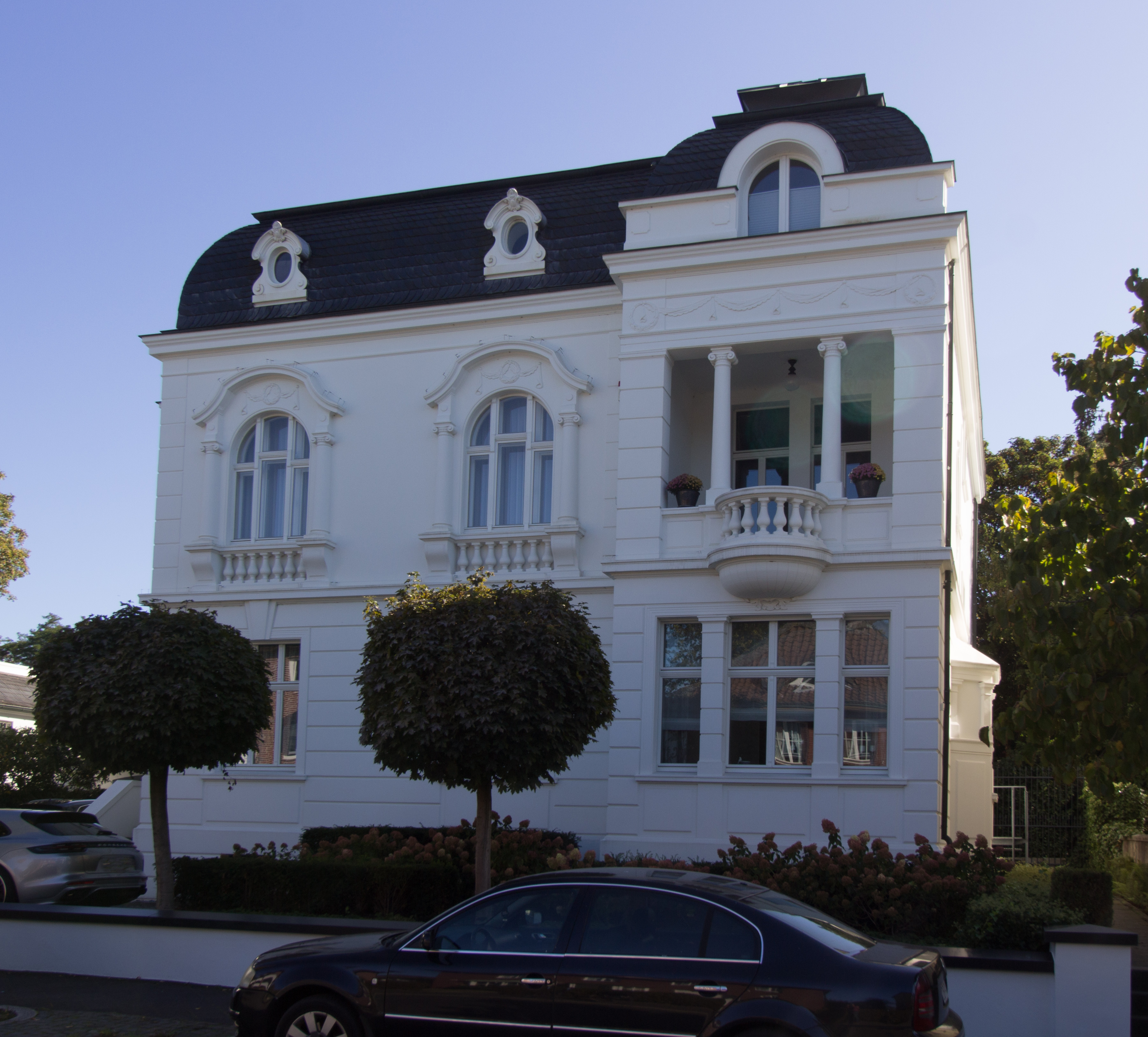
Die Arztvilla in der Dortmunder Straße 50

Die seit November 2003 in der Denkmalliste des Landes Nordrhein-Westfalen eingetragene Arztvilla befindet sich in der Dortmunder Straße 50 in Waltrop. Sie wurde von dem vordergründig im Ruhrgebiet tätigen Architekten Johann Carl Pinnekamp entworfen und in den Jahren 1906 und 1907 erbaut. Sie ist heutzutage in Privatbesitz. Der Name der Arztvilla kommt daher, dass sie früher als Wohnhaus eines Arztes diente, in dem auch seine Praxisräume untergebracht waren.